# عشقی برای من
« عشقی برای من» تک‌آهنگی از هنرمند اهل کانادا سلین دیون است که در ۱۹۸۴ منتشر شد.